# Shell Pernis
Shell Pernis ist eine niederländische Raffinerie in Pernis, einem Stadtteil von Rotterdam. Sie ist die größte Raffinerie in Europa.

## Geschichte
Die Raffinerie wurde 1902 errichtet, um Erdöl aus Sumatra zu verarbeiten. Am 20. Januar 1968 ist es zu einer Explosion in einer Produktionsanlage gekommen, bei der zwei Mitarbeiter getötet wurden. 1969 war die Raffinerie zeitweise die größte weltweit, die Kapazität von 25 Millionen Tonnen Erdöl pro Jahr konnten in ihr verarbeitet werden. In den folgenden Jahren wurde die Raffinerie auf den Ausstoß von Chemierohstoffen optimiert um den neuen Shell-Chemiestandort in Moerdijk zu versorgen. 1989 wurde der Hycon ein Hydrocracker für Vakuumrückstände in Betrieb genommen.
Nach einem Modernisationsprogramm 1997 mit dem Namen PER+ wurden verschiedene Chemieanlagen im Jahr 2000 von der Shell verkauft.
Auf dem Werk wurde ein Raffineriekraftwerk mit Kraft-Wärme-Kopplung installiert. Das Kraftwerk hat eine Leistung vom 82 MW(elektr).

## Technische Daten
Technische Daten zur Raffinerie:
| Prozessanlage               | Kapazität in Tonnen pro Jahr |
| --------------------------- | ---------------------------- |
| Atmosphärische Destillation | 21.000.000                   |
| Vakuumdestillation          | 8.000.000                    |
| Katalytischer Reformer      | 1.800.000                    |
| Fluid-Bett Cat Cracker      | 2.600.000                    |
| Hydrocracker                | 2.600.000                    |
| Thermal Cracking            | 2.700.000                    |
| Hycon                       | 1.300.000                    |

- 1458 Mitarbeiter
- Geländegröße: 3,050 km²